# Pavlovka (Oblast' di Ul'janovsk)
Pavlovka (in russo Павловка?) è un insediamento di tipo urbano della Russia europea, situato nell'oblast' di Ul'janovsk. È il centro amministrativo del rajon Pavlovskij.
Si trova 200 km a sud-sud-ovest di Ul'janovsk, nella parte meridionale della oblast'.